# Yorii Ken
Ken Yorii (sinh ngày 26 tháng 4 năm 1984) là một cầu thủ bóng đá người Nhật Bản.

## Sự nghiệp câu lạc bộ
Ken Yorii đã từng chơi cho Ventforet Kofu, Matsumoto Yamaga FC và Sagawa Express Chugoku.